# 拟真藓属
拟真藓属（学名：Pseudobryum），是提灯藓科下的一个属。

## 下属分类
- 拟真藓 Pseudobryum cinclidioides T. Koponen, 1968
- Pseudobryum speciosum T. Koponen, 1968